# Bertram Eugene Warren
Bertram Eugene Warren (* 28. Juni 1902 in Waltham (Massachusetts); † 27. Juni 1991 in Arlington (Massachusetts)) war ein amerikanischer Kristallograph.
Warren wurde 1929 am Massachusetts Institute of Technology mit der Schrift An x-ray determination of the structure of the metasilicates bei William Lawrence Bragg promoviert.
Seine Studien mit Röntgenstrahlen lieferten viele Beiträge zum Verständnis von sowohl kristallinen als auch nichtkristallinen Materialien. Außerdem arbeitete er an der Zustandsänderung von amorphen zu kristallinen Zuständen.
1935 wurde Warren in die American Academy of Arts and Sciences gewählt. Im selben Jahr wurde er Fellow der American Physical Society.